# Ludwig Schaffrath
Ludwig Schaffrath (Alsdorf, 13 de julho de 1924 - Bardenberg, 6 de fevereiro de 2011) foi um escultor e pintor alemão, famoso por pintar vitrais.